# Turquía en los Juegos Olímpicos de Tokio 2020
Turquía estuvo representada en los Juegos Olímpicos de Tokio 2020 por un total de 108 deportistas, 58 hombres y 50 mujeres, que compitieron en 18 deportes.
Los portadores de la bandera en la ceremonia de apertura fueron los nadadores Berke Saka y Merve Tuncel.

## Medallistas
El equipo olímpico turco obtuvo las siguientes medallas:
| Nombre             | Deporte            | Competición         |
| ------------------ | ------------------ | ------------------- |
| Oro                |                    |                     |
| Busenaz Sürmeneli  | Boxeo              | Wélter (64–69 kg) F |
| Mete Gazoz         | Tiro con arco      | Individual M        |
| Plata              |                    |                     |
| Buse Naz Çakıroğlu | Boxeo              | Mosca (48–51 kg) F  |
| Eray Şamdan        | Karate             | 67 kg M             |
| Bronce             |                    |                     |
| Ferhat Arıcan      | Gimnasia artística | Paralelas M         |
| Ali Sofuoğlu       | Karate             | Kata M              |
| Uğur Aktaş         | Karate             | +75 kg M            |
| Merve Çoban        | Karate             | 61 kg F             |
| Rıza Kayaalp       | Lucha grecorromana | 130 kg M            |
| Taha Akgül         | Lucha libre        | 125 kg M            |
| Yasemin Adar       | Lucha libre        | 76 kg F             |
| Hakan Reçber       | Taekwondo          | –68 kg M            |
| Hatice Kübra İlgün | Taekwondo          | –57 kg F            |